# Beagle-csatorna
A Beagle-csatorna néven ismert tengerszoros Dél-Amerika legdélebbi részén, a Tűzföld szigetvilágban található. A csatorna a legnagyobb szigetet (Isla Grande de Tierra del Fuego) választja el a környező kisebb szigetektől (Picton, Lennox, Nueva, Navarino, Hoste, Londonderry, Stewart és más kisebb, délre fekvő szigetektől. A csatorna keleti részén keresztül húzódik a Chile és Argentína között 1984-ben kijelölt határ, de a csatorna nyugati része teljes egészében Chile fennhatósága alá tartozik. A csatorna legnyugatibb pontja a Darwin-öböl, legkeletibb része a Nueva-sziget.
A csatorna kb. 240 km hosszú és legkeskenyebb pontján 5 km széles. A csatorna partja mentén a legnagyobb település az argentin Ushuaia, amelyet a chilei Puerto Williams követ - e kettő a világ legdélebben fekvő települései.

## Hajózás és a szigetek

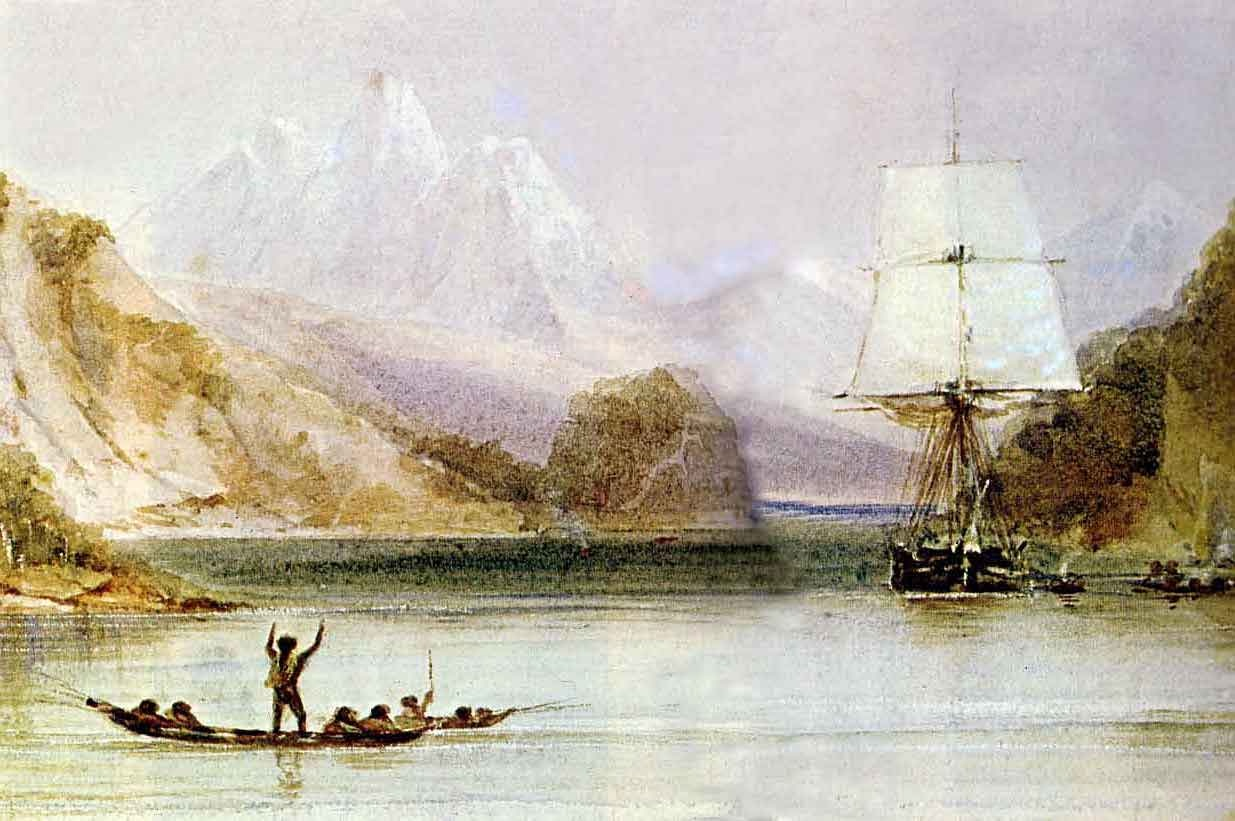
A HMS Beagle a csatornán horgonyoz, Conrad Martens festménye.

A Beagle-csatorna mind vitorlások, mind a modern hajók számára hajózható, de biztonságosabb vízi út északra a Magellán-szoros, délre a Drake-átjáró.
A csatornán található szigetek közül a Picton, Lennox és Nueva szigetek birtoklása miatt hosszan tartó vita bontakozott ki Chile és Argentína között. A végül 1984-ben megkötött békeszerződés értelmében ezek a szigetek ma Chile-hez tartoznak. A Magellán-szoros és Ushuaia városa között a Magdalena- és Cockburn-csatornákat használhatják a hajók, chilei kalauzok irányításával.
A csatorna partján kb. 10000 évvel ezelőtt telepedett meg a Yaghan nép, akik jelentős régészeti emlékeket hagytak hátra, mint pl. az Isla Navarino-n található halmok.

## A név eredete és Darwin látogatása
A csatornát az angol HMS Beagle hajó után nevezték el, amely 1826 és 1830 között vett részt Dél-Amerika partvonalának felmérésében. Az expedíció során a Beagle kapitánya, Pringle Stokes öngyilkosságot követett el és helyébe Robert FitzRoy kapitány lépett. A hajó második expedíciójára FitzRoy meghívta Charles Darwin-t is, aki amatőr természetbúvárként vett részt a tudományos kutatómunkában. Darwin életében először itt látott gleccsert, amikor 1833. január 29-én behajóztak a Beagle-csatornába, naplójába a következőket jegyezte fel: "számos gleccser, berillkék, gyönyörű kontraszt a hóval".

## Képek

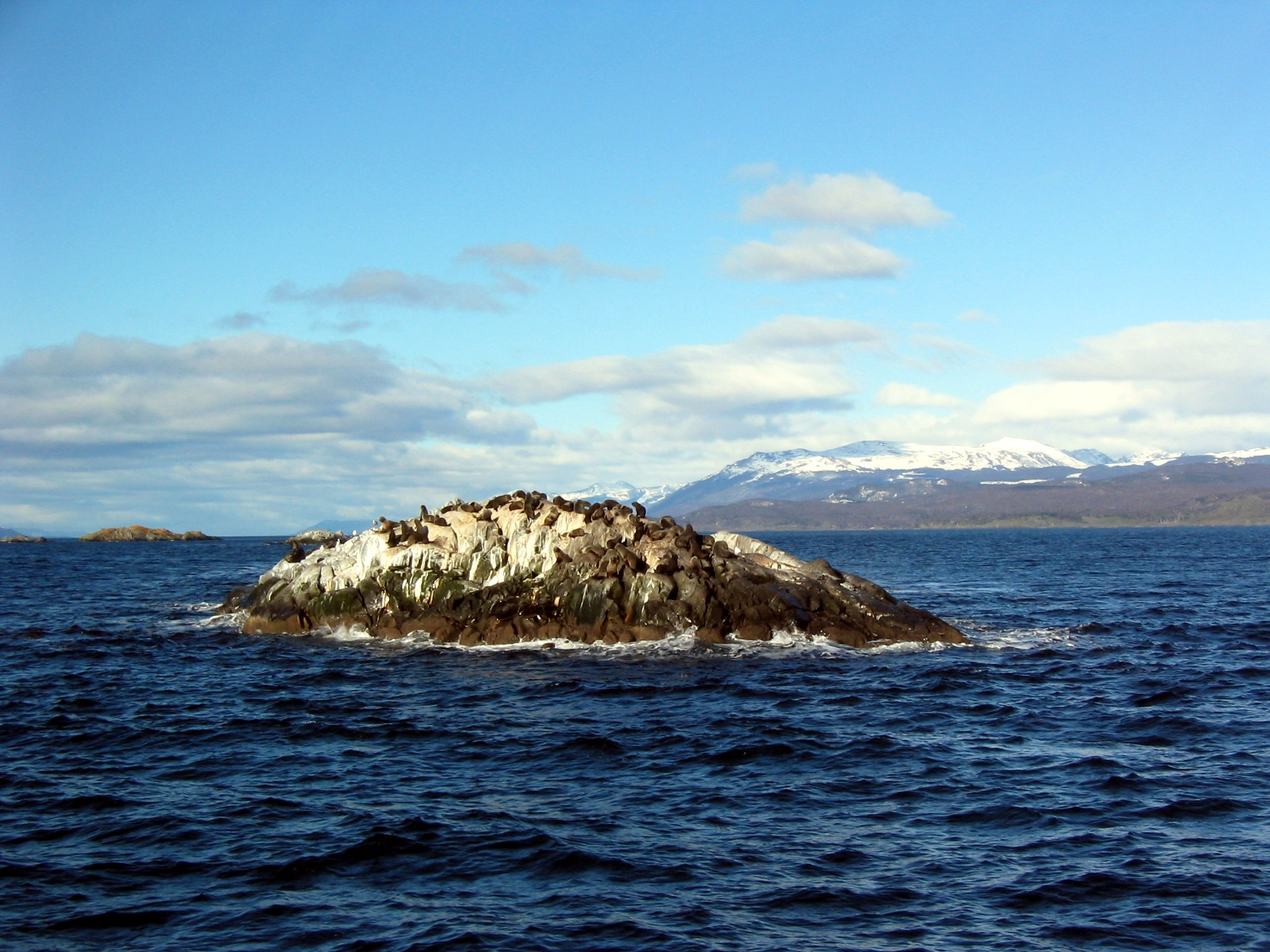
La Isla de Los Lobos
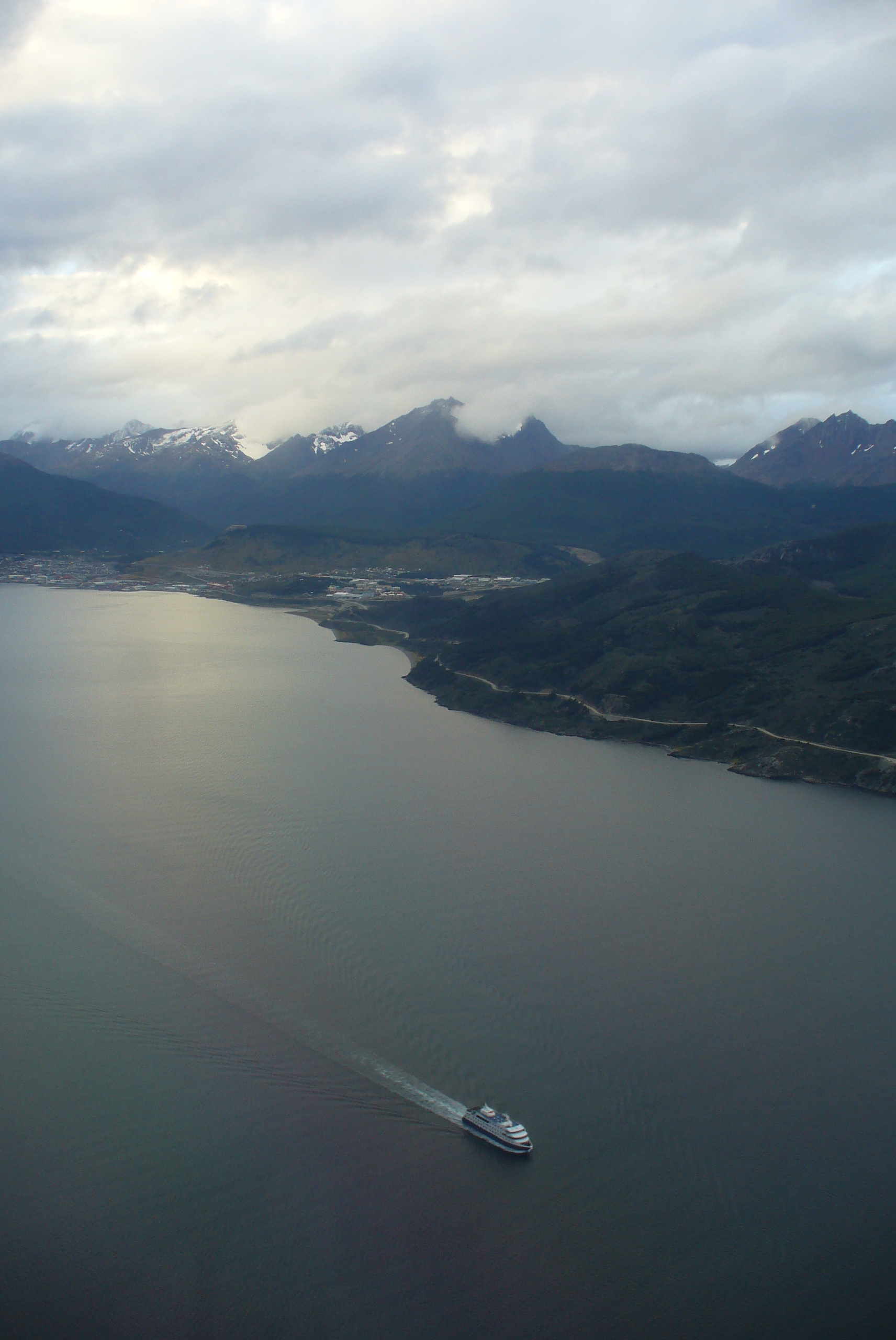
Beagle-csatorna
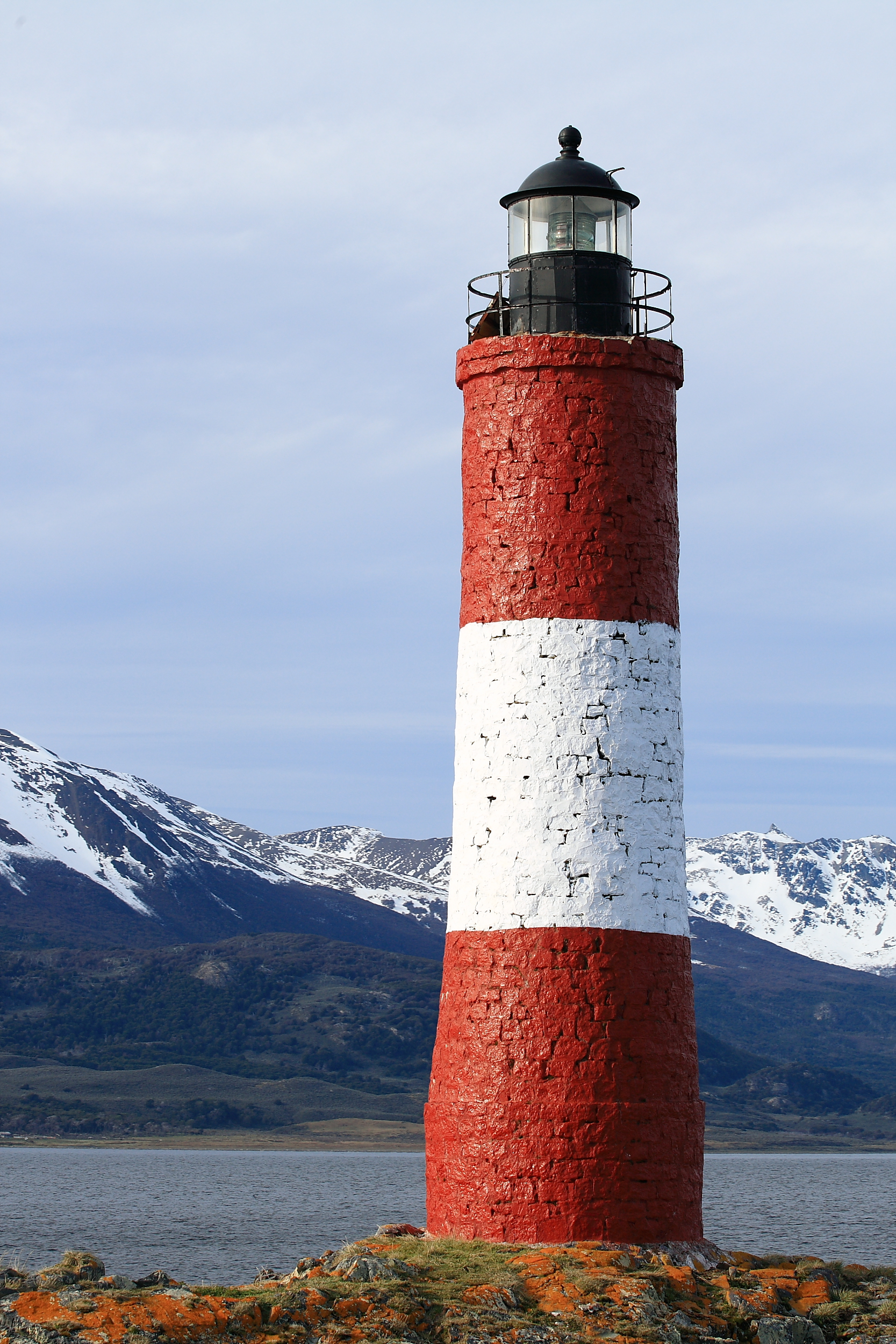
A Les Eclaireurs világítótorny Ushuaia település szomszédságában, a csatorna északi partján
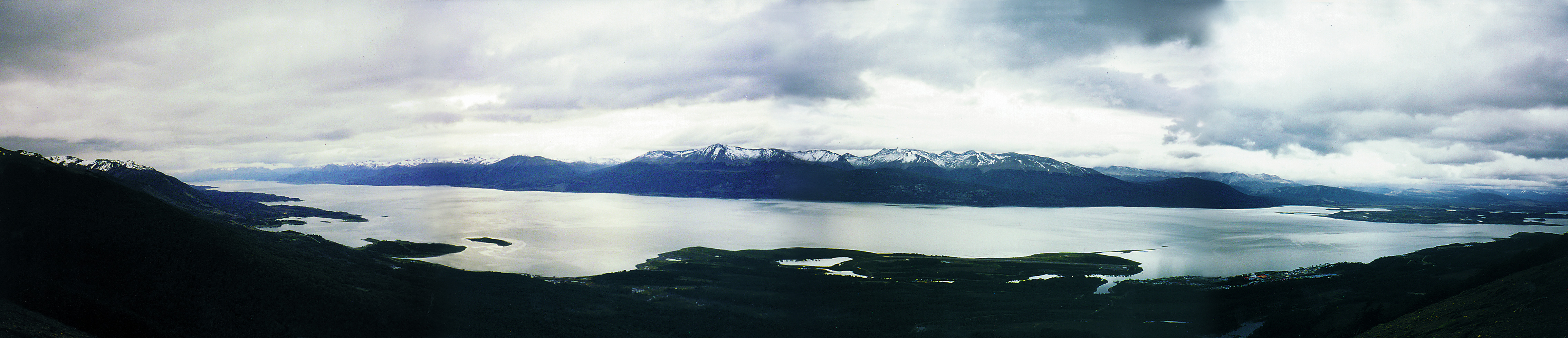
A Beagle-csatorna látképe Puerto Williams felől

## Lásd még
- Beagle konfliktus